# ريكاردو فيرنانديز
ريكاردو فيرنانديز (28 أكتوبر 1994 بأوليفيرا دو بايرو في البرتغال - ) هو لاعب كرة قدم برتغالي في مركز حراسة المرمى.

## روابط خارجية
- ريكاردو فيرنانديز على موقع قاعدة بيانات كرة القدم.إي يو (الإنجليزية)
- ريكاردو فيرنانديز على موقع Soccerway.com (الإنجليزية)